# Stade Pater Te Hono Nui
Stade Pater Te Hono Nui – wielofunkcyjny stadion w Pirae na Tahiti w Polinezji Francuskiej.
Jest obecnie używany głównie dla meczów piłki nożnej. Stadion mieści 15 000 osób.
Odbyły się na nim Mistrzostwa Oceanii w Rugby 7 Mężczyzn 2009.